# Долина (Ставропольский край)
Долина — село в составе Минераловодского района (городского округа) Ставропольского края России.

## География
На левом берегу реки Кума, в 14 км к западу от города Минеральные Воды. Расстояние до краевого центра: 117 км.

## История
До 2015 года село Долина находилось в составе муниципального образования «Сельское поселение Прикумский сельсовет» Минераловодского района Ставропольского края.

## Население
| 1989 | 2002 | 2010 | 2014 |
| ---- | ---- | ---- | ---- |
| 350  | ↗438 | ↗462 | ↗500 |

По данным переписи 2002 года, в национальной структуре населения русские составляли 66 %, армяне — 30 %.